# Immortality (Céline Dion)
"Immortality" is een nummer van de Canadese zangeres Céline Dion in samenwerking met de Britse groep Bee Gees. Het nummer werd uitgebracht op Dions album Let's Talk About Love uit 1997. Op 5 juni 1998 werd het nummer uitgebracht als de zesde single van het album.

## Achtergrond
"Immortality" is geschreven door Bee Gees-leden Barry, Robin en Maurice Gibb en geproduceerd door Walter Afanasieff. De Bee Gees schreven het nummer in 1996 voor de musical Saturday Night Fever, die in mei 1998 opende. In de demoversie, opgenomen in 1996, zong Barry het nummer in falsetto, zodat hij in het bereik van Dion zat. Deze versie werd in 2001 uitgebracht op het Bee Gees-album Their Greatest Hits: The Record. Dion nam het nummer in juni 1997 zelf op, en de broers Gibb namen op 18 augustus 1997 hun achtergrondzang op. Zij was aanwezig bij deze opnamesessie, die tevens te zien is in de bijbehorende videoclip. De versie op de soundtrack van Saturday Night Fever, uitgebracht in juni 1999, werd gezongen door Adam Garcia.
"Immortality" werd op 5 juni 1998 uitgebracht als single. Het werd een grote hit in Europa, met een vijfde plaats in het Verenigd Koninkrijk en top 10-posities in Duitsland, IJsland, Oostenrijk, Polen en Zwitserland. In Nederland piekte de single op plaats 28 in de Top 40 en plaats 41 in de Mega Top 100, terwijl in Vlaanderen plaats 48 in de Ultratop 50 werd gehaald. In Canada, het thuisland van Dion, kwam het nummer echter niet verder dan plaats 28, terwijl het in de Verenigde Staten niet werd uitgebracht als single.
Er zijn twee videoclips gemaakt voor "Immortality". De eerste clip, geregisseerd door Scott Lochmus, werd op 18 augustus 1997 gefilmd in de studio waarin Dion en de Bee Gees het nummer opnemen. De tweede clip, geregisseerd door Randee St. Nicholas, werd gefilmd in juli 1998 en uitgebracht op 6 augustus van dat jaar. In deze video loopt Dion door een begraafplaats, terwijl de Bee Gees verschijnen als geesten.

## Hitnoteringen

### Nederlandse Top 40
| Hitnotering: 20-06-1998 t/m 04-07-1998 | Hitnotering: 20-06-1998 t/m 04-07-1998 | Hitnotering: 20-06-1998 t/m 04-07-1998 | Hitnotering: 20-06-1998 t/m 04-07-1998 | Hitnotering: 20-06-1998 t/m 04-07-1998 |
| Week                                   | 1                                      | 2                                      | 3                                      |                                        |
| -------------------------------------- | -------------------------------------- | -------------------------------------- | -------------------------------------- | -------------------------------------- |
| Positie                                | 30                                     | 28                                     | 40                                     | uit                                    |

### Mega Top 100
| Hitnotering: 13-06-1998 t/m 12-09-1998 | Hitnotering: 13-06-1998 t/m 12-09-1998 | Hitnotering: 13-06-1998 t/m 12-09-1998 | Hitnotering: 13-06-1998 t/m 12-09-1998 | Hitnotering: 13-06-1998 t/m 12-09-1998 | Hitnotering: 13-06-1998 t/m 12-09-1998 | Hitnotering: 13-06-1998 t/m 12-09-1998 | Hitnotering: 13-06-1998 t/m 12-09-1998 | Hitnotering: 13-06-1998 t/m 12-09-1998 | Hitnotering: 13-06-1998 t/m 12-09-1998 | Hitnotering: 13-06-1998 t/m 12-09-1998 | Hitnotering: 13-06-1998 t/m 12-09-1998 | Hitnotering: 13-06-1998 t/m 12-09-1998 | Hitnotering: 13-06-1998 t/m 12-09-1998 | Hitnotering: 13-06-1998 t/m 12-09-1998 | Hitnotering: 13-06-1998 t/m 12-09-1998 |
| Week                                   | 1                                      | 2                                      | 3                                      | 4                                      | 5                                      | 6                                      | 7                                      | 8                                      | 9                                      | 10                                     | 11                                     | 12                                     | 13                                     | 14                                     |                                        |
| -------------------------------------- | -------------------------------------- | -------------------------------------- | -------------------------------------- | -------------------------------------- | -------------------------------------- | -------------------------------------- | -------------------------------------- | -------------------------------------- | -------------------------------------- | -------------------------------------- | -------------------------------------- | -------------------------------------- | -------------------------------------- | -------------------------------------- | -------------------------------------- |
| Positie                                | 81                                     | 52                                     | 45                                     | 41                                     | 41                                     | 42                                     | 46                                     | 47                                     | 47                                     | 48                                     | 53                                     | 55                                     | 63                                     | 75                                     | uit                                    |

### NPO Radio 2 Top 2000
| Nummer met noteringen in de NPO Radio 2 Top 2000 | '05  | '06  | '07  | '08  | '09  | '10  | '11  | '12  | '13  |
| ------------------------------------------------ | ---- | ---- | ---- | ---- | ---- | ---- | ---- | ---- | ---- |
| Immortality                                      | 1266 | 1134 | 1149 | 1636 | 1496 | 1631 | 1560 | 1647 | 1969 |

1. ↑  Een vetgedrukt getal geeft de hoogste notering aan.
2. ↑  2005 was het eerste jaar met een notering voor dit nummer.
3. ↑  Deze tabel is bijgewerkt tot en met de laatste editie (2024).